# Larisa Moskalenko
Larisa Vitálievna Moskalenko (en ruso: Лариса Витальевна Москаленко; 3 de enero de 1963) es una deportista rusa que compitió para la URSS en vela en las clases 470 y Laser Radial. 
Participó en dos Juegos Olímpicos de Verano, obteniendo una medalla de bronce en Seúl 1988, en la clase 470 (junto con Irina Chunijovskaya), y el cuarto lugar en Barcelona 1992.
Ganó una medalla de plata en el Campeonato Mundial de 470 de 1991 y dos medallas en el Campeonato Europeo de 470, plata en 1991 y bronce en 1992. Además, obtuvo una medalla de bronce en el Campeonato Europeo de Laser Radial de 1993.

## Palmarés internacional
| Representando a la URSS |                      |                   |       |
| Juegos Olímpicos        |                      |                   |       |
| Año                     | Lugar                | Medalla           | Clase |
| 1988                    | Seúl (Corea del Sur) | Medalla de bronce | 470   |
| Campeonato Mundial      |                      |                   |       |
| Año                     | Lugar                | Medalla           | Clase |
| 1991                    | Brisbane (Australia) | Medalla de plata  | 470   |
| Campeonato Europeo      |                      |                   |       |
| Año                     | Lugar                | Medalla           | Clase |
| 1991                    | Bergen (Noruega)     | Medalla de plata  | 470   |
| Representando a la CEI  |                      |                   |       |
| Campeonato Europeo      |                      |                   |       |
| Año                     | Lugar                | Medalla           | Clase |
| 1992                    | Nieuwpoort (Bélgica) | Medalla de bronce | 470   |

| Representando a Rusia |                   |                   |              |
| Campeonato Europeo    |                   |                   |              |
| 1993                  | Cagliari (Italia) | Medalla de bronce | Laser Radial |